# Heinz Klingenberg (actor)
Heinz Klingenberg (6 de abril de 1905 – 12 de septiembre de 1959) fue un actor alemán.

## Biografía
Su nombre completo era Heinrich August Klingenberg gen. Westerhaus, y nació en Bielefeld, Alemania. Heinz Klingenberg estudió filosofía y tomó lecciones de actuación de Friedrich Basil, y como él, fue miembro de la Fraternidad Derendingia de Tubinga en 1924. Debutó como actor en 1927 en Wuppertal, trabajando después en diferentes ciudades. Llegó a Berlín en la década de 1930, y en esa ciudad actuó en el Deutsches Theater, el Teatro Schiller y el Volksbühne.
En 1932 obtuvo su primer papel cinematográfico en Frau Lehmanns Töchter, en la que actuaba su futura mujer, Hertha Thiele. Llamó la atención del público por su papel de Saint Avil en la cinta de 1932 Die Herrin von Atlantis. En 1933 tuvo el papel protagonista de la película de propaganda S.A. Mann Brand, la cual provocó la separación de su esposa, formalizándose el divorcio en 1936 en Dresde.
A pesar de otro papel protagonista en Zwischen Himmel und Erde (1934), Klingenberg no logró imponer su figura en la cinematografía alemana. Tras la Segunda Guerra Mundial, hizo algunos papeles de reparto, trabajando también en televisión, radio y doblaje.
Heinz Klingenberg falleció en Schweinfurt, Alemania, en 1959, a causa de un accidente de tráfico.

## Filmografía
- 1932 : Frau Lehmanns Töchter
- 1932 : Die elf Schill’schen Offiziere
- 1932 : Die Herrin von Atlantis
- 1932 : Theodor Körner
- 1933 : S.A. Mann Brand
- 1933 : Gretel zieht das große Los
- 1934 : Zwischen Himmel und Erde
- 1943 : Die große Nummer
- 1944 : Die Degenhardts
- 1948 : Die Zeit mit Dir
- 1949 : Schicksal aus zweiter Hand
- 1950 : Der Schatten des Herrn Monitor
- 1950 : Das gestohlene Jahr
- 1953 : Die Stärkere
- 1955 : Die letzte Nacht der Titanic (telefilm)
- 1955 : Magic Fire
- 1956 : Die Ehe des Dr. med. Danwitz
- 1957 : Es wird alles wieder gut
- 1958 : Das Geld liegt auf der Straße (telefilm)
- 1958 : Dr. Crippen lebt
- 1959 : Affäre Dreyfus (telefilm)
- 1959 : Der Andere (miniserie TV)

## Teatro
- 1940 : Hanns Gobsch: Maria von Schottland, dirección de Karl Hans Böhm (Sächsische Staatstheater de Dresde – Schauspielhaus)
- 1943 : Otto Erler: Die Blutsfreunde, dirección de Rudolf Schröder (Sächsische Staatstheater de Dresde – Schauspielhaus)

## Radio (selección)
- 1931 : Toter Mann
- 1947 : Elga, dirección de Hans Quest
- 1949 : Schiff ohne Hafen, dirección de Fritz Schröder-Jahn
- 1950 : Götter, Gräber und Gelehrte (4 partes), dirección de Gustav Burmester
- 1951 : Interview mit einem Stern, dirección de Fritz Schröder-Jahn
- 1952 : Ich bin der Wassersucher Dominik Atteo, dirección de Gert Westphal
- 1952 : Wendemarke, dirección de Gert Westphal
- 1952 : Die Stimme hinter dem Vorhang, dirección de Gert Westphal
- 1952 : Das Gericht zieht sich zur Beratung zurück (episodio Am Wege), dirección de Gerd Fricke
- 1952 : Der Quickborn, dirección de Hans Freundt
- 1952 : Der Narr mit der Hacke, dirección de Fritz Schröder-Jahn
- 1952 : Gestatten, mein Name ist Cox, dirección de Hans Gertberg
- 1952 : Menschen im Niemandsland, dirección de Fritz Schröder-Jahn
- 1953 : Stalingrad, dirección de Gert Westphal
- 1953 : Affäre Blum, dirección de Robert Adolf Stemmle
- 1953 : Der Terminkalender, dirección de Fritz Schröder-Jahn
- 1953 : Rip van Winkle, dirección de Gert Westphal
- 1954 : Karfreitag, dirección de Fritz Schröder-Jahn
- 1954 : Licht über der Küste, dirección de Carl Nagel
- 1954 : Der Sonderzug, dirección de Kurt Reiss
- 1954 : Das Gericht zieht sich zur Beratung zurück, dirección de Gerd Fricke
- 1954 : Geh nicht nach El Kuwehd, dirección de Karl Peter Biltz
- 1954 : Orestie, dirección de Gert Westphal
- 1955 : Das Unternehmen der Wega, dirección de Kurt Reiss
- 1955 : Der verschwundene Diplomat, dirección de Otto Kurth
- 1955 : Der Trinker, dirección de Ludwig Cremer
- 1955 : Kress wird geheilt, dirección de Gustav Burmester
- 1955 : Das Atelierfest, dirección de Fritz Schröder-Jahn
- 1955 : Angelika, dirección de Oswald Döpke
- 1955 : Die Überlebenden, dirección de Günter Bommert
- 1955 : Fahnen am Matterhorn, dirección de Theodor Steiner
- 1955 : Die beiden Sibirier, dirección de Günter Bommert
- 1955 : Atome für Millionen, dirección de Edward Rothe
- 1955 : Kalle Blomquist, Eva Lotta und Rasmus
- 1956 : Ahasver, dirección de Theodor Steiner
- 1956 : Atalanta, dirección de Carl Nagel
- 1956 : Das Totenschiff, dirección de Gustav Burmester
- 1956 : Ferien, dirección de S. O. Wagner
- 1956 : Am grünen Strand der Spree, dirección de Gert Westphal
- 1956 : Die Festung, dirección de Egon Monk
- 1956 : Ahasver, dirección de Fritz Schröder-Jahn
- 1956 : Das Verhör des Lukullus, dirección de Fritz Schröder-Jahn
- 1956 : Jeder Siebente in der Welt ein Inder
- 1957 : Der Mann, der nicht schlafen konnte, dirección de Hans Rosenhauer
- 1957 : Die Jagd nach dem Täter, dirección de S. O. Wagner
- 1957 : Streik der Gangster, dirección de Günter Siebert
- 1957 : Old Man River, dirección de Gustav Burmester
- 1957 : Ein Fall für Herrn Schmidt, dirección de Fritz Schröder-Jahn
- 1957 : Kopfgeld, dirección de Fritz Schröder-Jahn
- 1958 : Jahrmarkt des Lebens, dirección de Gert Westphal
- 1958 : Die Jagd nach dem Täter: Die Tote aus Hafenbecken 1, dirección de S. O. Wagner
- 1958 : Ein Blinder geht durch die Stadt, dirección de Kurt Reiss
- 1958 : Menschen im Hotel, dirección de Heinz-Günter Stamm
- 1958 : Old Surehand, dirección de Kurt Meister
- 1958 : Ärger mit Jenny, dirección de Raoul Wolfgang Schnell
- 1958 : Ariane, das Wüstenschiff, dirección de S. O. Wagner
- 1958 : Die Reise um die Welt in 80 Tagen, dirección de Kurt Reiss
- 1959 : Malmgreen, dirección de Kurt Hübner
- 1959 : Nadja Etoilée, dirección de Jean Jacques Vierne y Marcel Wall
- 1959 : Aufgabe von Siena, dirección de Kurt Reiss
- 1959 : Hasemanns Töchter, dirección de Heinz-Günter Stamm
- 1959 : Don Juan oder Der steinerne Gast, dirección de Gert Westphal
- 1959 : Belphegor oder Wie ich euch hasse, dirección de Martin Walser